# Pseudobaeospora
Pseudobaeospora là một chi nấm thuộc họ Tricholomataceae. Chi này phân bố rộng khắp và có khoảng 20 loài.